# Mar arábigo
El mar Arábigo (también llamado mar de Arabia o mar de Omán) es un mar que forma parte del océano Índico y que está localizado en la costa suroccidental de Asia, entre la península arábiga y la península del Indostán. Y posee una superficie de  3 862 000 km².

## Geografía
Tienen costa al mar Arábigo, desde oeste a este, Somalia, Yemen, Omán, Pakistán, India y las Maldivas. Los Emiratos Árabes Unidos no tienen costa a este mar, sino a uno de sus entrantes, el golfo de Omán, en el noroeste, que luego se estrecha hasta conectar con el golfo Pérsico o Arábico en el estrecho de Ormuz.
1. India - 2,500 km de costa
2. Pakistán - 1,050 km de costa
3. Irán
4. Maldivas
5. Omán
6. Yemen
7. Somalia

La máxima anchura del mar Arábigo es de aproximadamente 2400 km, y su máxima profundidad es de 4652 m, cerca de la península arábiga, aproximadamente a la misma latitud que el extremo sur de India. El río Indo es el único río de gran envergadura que fluye hacia este mar.
Entre sus principales ciudades costeras se encuentran Bombay en India y Karachi en Pakistán.
Otras ciudades importantes son Muscat,  Aden, Salalah, Thiruvananthapuram, Kochi, Kozhikode, Kollam , Mangalore, Bhavnagar y Jamnagar.
Entre los más conocidos centros balnearios se encuentran:
- las playas de Karachi y Clifton;
- las playas de Goa;
- la playa de Juhu, en Bombay.

## Delimitación de la IHO
La máxima autoridad internacional en materia de delimitación de mares, a efectos de navegación marítima, la Organización Hidrográfica Internacional («International Hydrographic Organization, IHO), considera el mar Arábigo («Arabian Sea») como un mar. En su publicación de referencia mundial, «Limits of oceans and seas» (Límites de océanos y mares, 3.ª edición de 1953), le asigna el número de identificación 39 y lo define de la forma siguiente:

En el oeste.
El límite oriental del golfo de Adén (38).
 En el norte.
Una línea que une Ras al Hadd, el punto oriental de Arabia (22°32'N) y Ras Jiwani (61°43'E) en la costa de Pakistán.
En el sur.
Una línea que va desde el extremo meridional del atolón Addu (Maldivas), hasta el extremo oriental de cabo Hafun (África, 10°26'N).
En el este.
El límite occidental del mar de Laquedivas (42).
Limits of oceans and seas, pág. 21.

## Islas

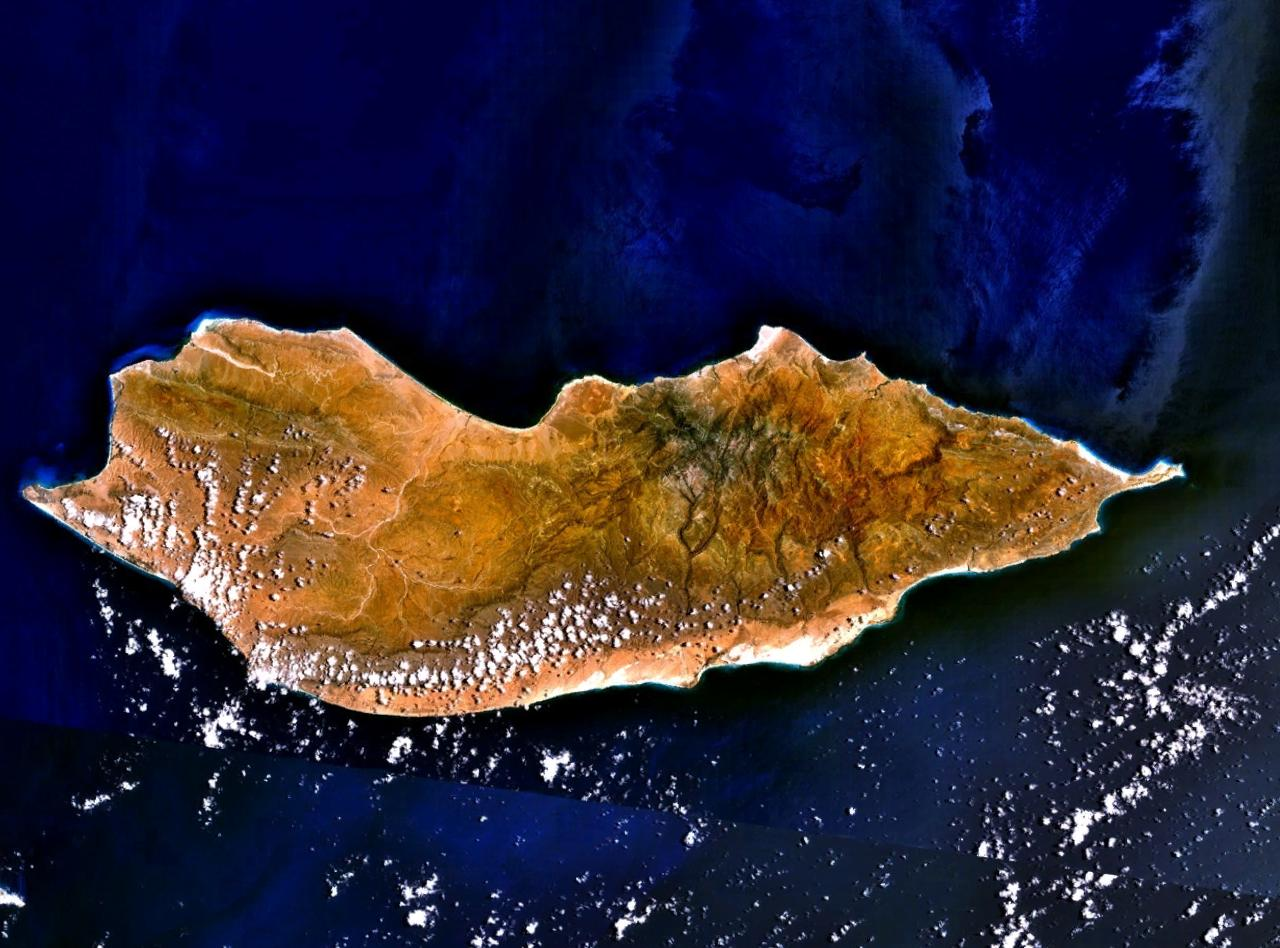
Vista del satélite Landsat de Socotora, una isla de Yemen.

Hay varias islas en el mar Arábigo, siendo las más importantes las islas Laquedivas (India), Socotra (Yemen), Masira (Omán) y la isla Astola (Pakistán).
Las islas Laquedivas (antes conocidas como islas Laccadive, Minicoy y Aminidivi) son un grupo de islas situadas en la región del mar de Laccadive, en el mar Arábigo, a una distancia de entre 200 y 440 km de la costa suroccidental de la India. El archipiélago es un territorio de la India y está gobernado por el Gobierno de la Unión de India. Las islas forman el territorio de unión más pequeño de India, con una superficie total de sólo 32 km2. Junto a estas islas se encuentran las islas Maldivas. Todas estas islas forman parte del grupo de islas Lakshadweep-Maldivas-Chagos.
Socotra, también deletreada Soqotra, es la isla más grande y forma parte de un pequeño archipiélago de cuatro islas. Se encuentra a unos 240 km al este del Cuerno de África y a 380 km al sur de la península arábiga.
Masira es una isla situada frente a la costa oriental de Omán. 
La isla Astola, también conocida como Jezira Haft Talar en balochi, o "isla de las siete colinas", es una pequeña isla deshabitada en el extremo norte del mar Arábigo, en aguas territoriales de Pakistán.
Zalzala Koh fue una isla que existió durante pocos años. Tras el terremoto de 2013 en Pakistán, se formó la isla de barro. En 2016 la isla estaba terminada.

## Zona de mínimo de oxígeno

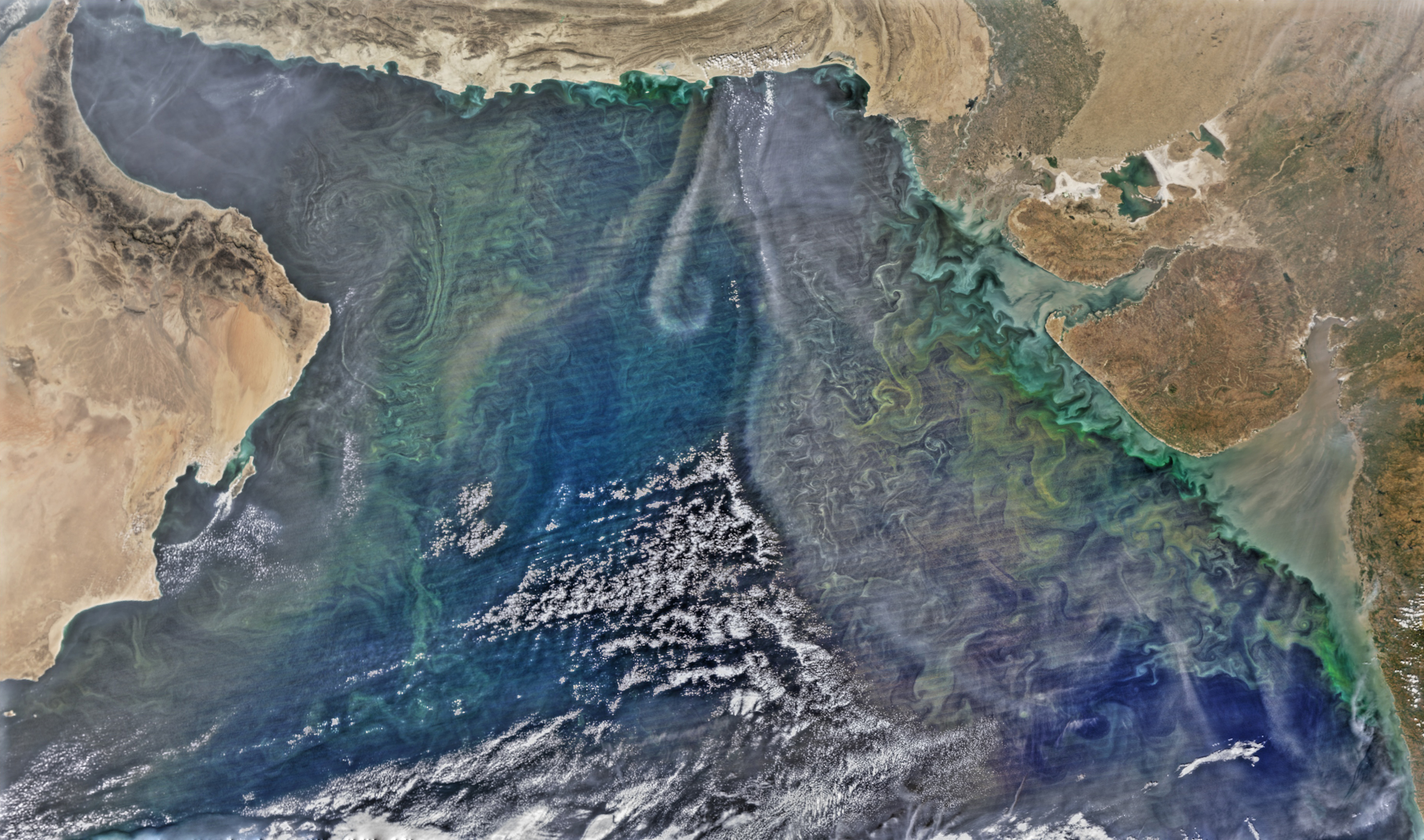
Florecimiento de fitoplancton en el Mar de Arabia, en invierno (NASA)

El Mar de Arabia tiene una de las tres zonas mínimas de oxígeno (OMZ) o "zonas muertas" oceánicas más grandes del mundo, junto con el Pacífico Norte tropical oriental y el Pacífico Sur tropical oriental. Las zonas mínimas de oxígeno tienen niveles muy bajos de oxígeno, a veces indetectables por los equipos estándar. La zona mínima de oxígeno del Mar Arábigo tiene los niveles más bajos del mundo, especialmente en el Golfo de Omán. Las causas de la zona mínima de oxígeno pueden ser las aguas residuales no tratadas y las altas temperaturas en el subcontinente indio, que aumentan los vientos que soplan hacia la India, lo que aporta nutrientes y reduce el oxígeno en las aguas del Mar Arábigo. En invierno, el fitoplancton adaptado a las condiciones de bajo oxígeno hace que la OMZ adquiera un color verde brillante.

## Flora y fauna
El Mar Arábigo, es una región rica en biodiversidad, tanto en términos de flora como de fauna. 
Entre los peces que habitan este mar se cuentan el atún (Thunnini), especialmente especies como el atún de aleta amarilla (Thunnus albacares) y el barrilete (Katsuwonus pelamis) son importantes comercialmente y se encuentran en el Mar Arábigo. Son altamente migratorios y frecuentemente se encuentran en aguas más profundas.
También varias especies de sardinas son abundantes en el Mar Arábigo, incluyendo la sardina india (Sardinella longiceps). Son una parte esencial de la cadena alimentaria marina, presa de peces más grandes y mamíferos marinos. La caballa india (Rastrelliger kanagurta) también es una especie común en el Mar Arábigo. Son peces pelágicos que se encuentran en aguas costeras y son importantes comercialmente para las pesquerías.
Varias especies de meros habitan en los arrecifes y áreas rocosas del Mar Arábigo. Son peces depredadores y juegan un papel crucial en el mantenimiento del equilibrio de los ecosistemas de arrecifes.
En cuanto a mamíferos marinos habita estas aguas el delfín de hocico largo del Indo-Pacífico (Sousa plumbea). Estos delfines se encuentran a lo largo de las costas y estuarios. Son conocidos por su joroba distintiva y están clasificados como vulnerables debido a amenazas como la degradación del hábitat y el enredo en artes de pesca. También el delfín girador (Stenella longirostris) conocidos por sus acrobáticos giros y saltos, es común en aguas tropicales, incluido el Mar Arábigo. Son animales sociales que frecuentemente se encuentran en grupos grandes.
Otros habitantes conspícuos son las tortugas, como por ejemplo la tortuga golfina (Lepidochelys olivacea), esta especie anida en grandes números en playas, especialmente en India. Son conocidas por eventos de anidación masiva sincronizados, conocidos como arribadas y también la tortuga verde (Chelonia mydas) que mora en aguas costeras y se alimenta de pastos marinos y algas. Las tortugas verdes también anidan a lo largo de las costas del Mar Arábigo. Están clasificadas como en peligro debido a la pérdida de hábitat y la caza.
Los corales Acropora son corales ramificados que dominan muchos arrecifes en el Mar Arábigo. Proporcionan hábitat y refugio para numerosas especies de peces e invertebrados.
Entre las aves se destaca la presencia del flamenco común (Phoenicopterus roseus) esta gran ave con sus plumas rosadas  se encuentran frecuentemente en humedales y áreas costeras, donde se alimentan de algas y pequeños invertebrados. También se observan alcatrazes café (Sula leucogaster) comúnmente habita alrededor de islas y acantilados frente a la costa, y que se sumerge en aguas del mar en busca de peces y calamares.
La fauna del mar Arábigo es diversa y totalmente única debido a su distribución geográfica.

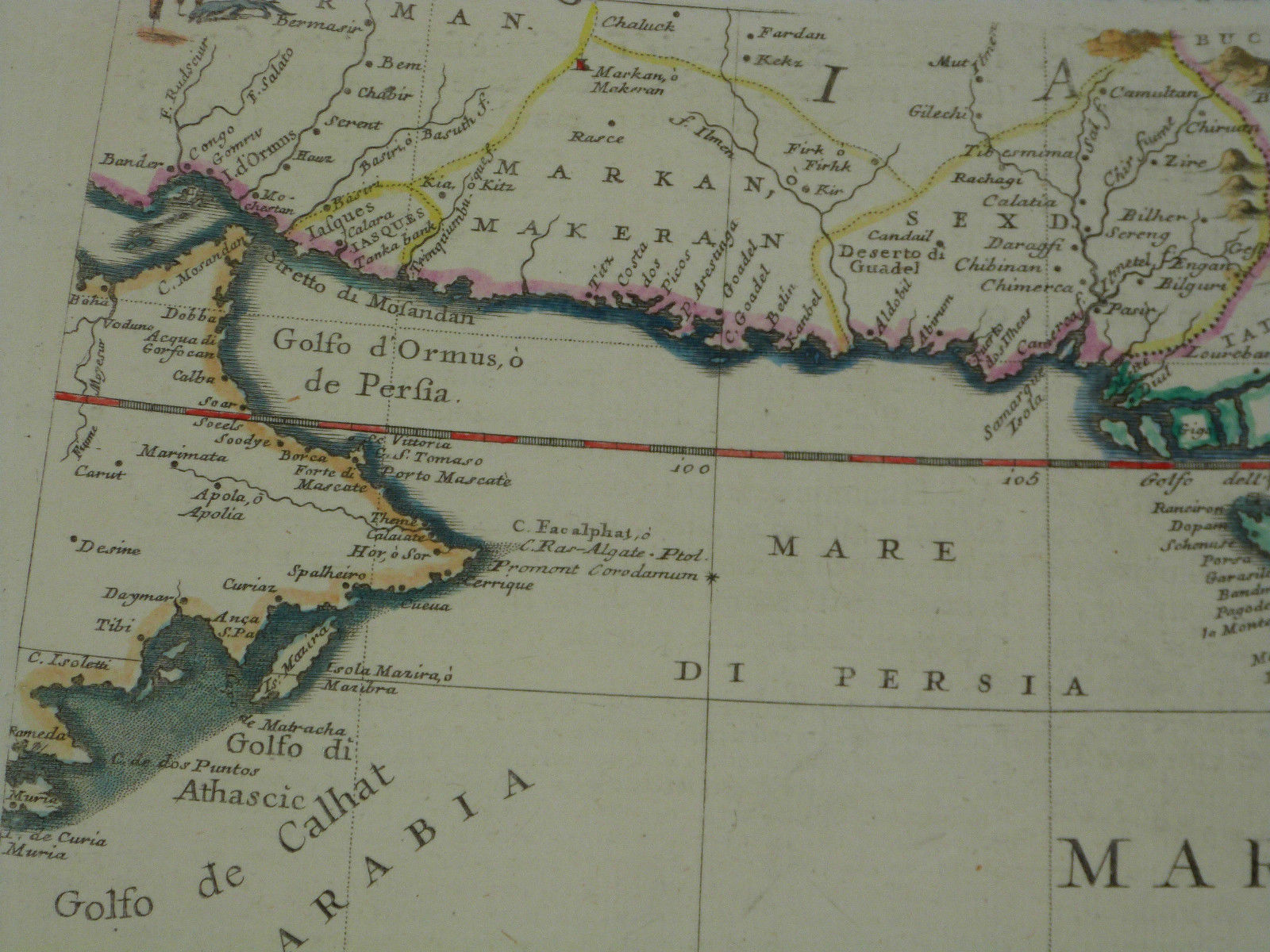
parte occidental del Océano Índico, por Vincenzo Maria Coronelli, 1693. Costa de Makran
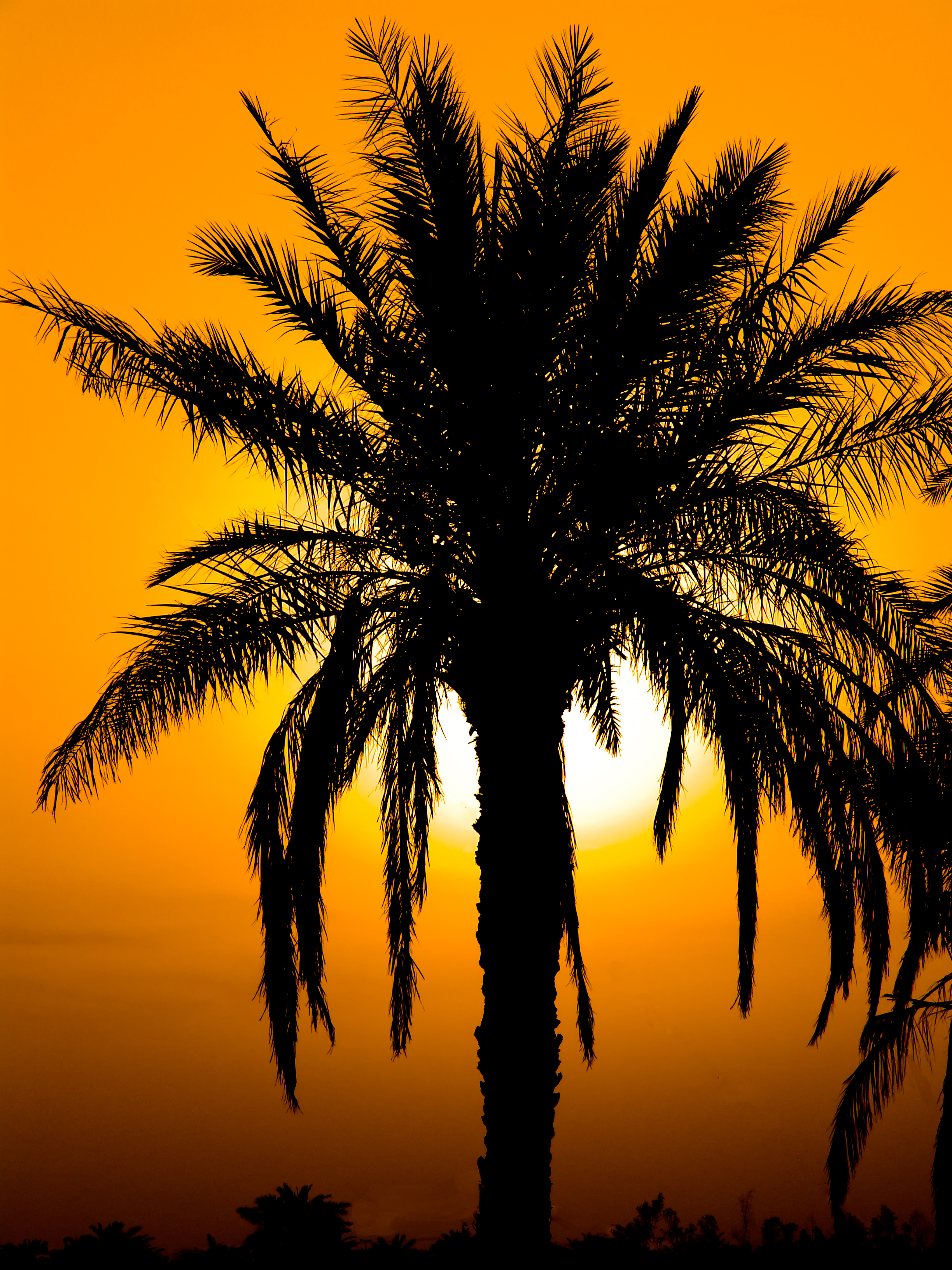
Palmera y puesta de sol en la isla Minoo, Irán.
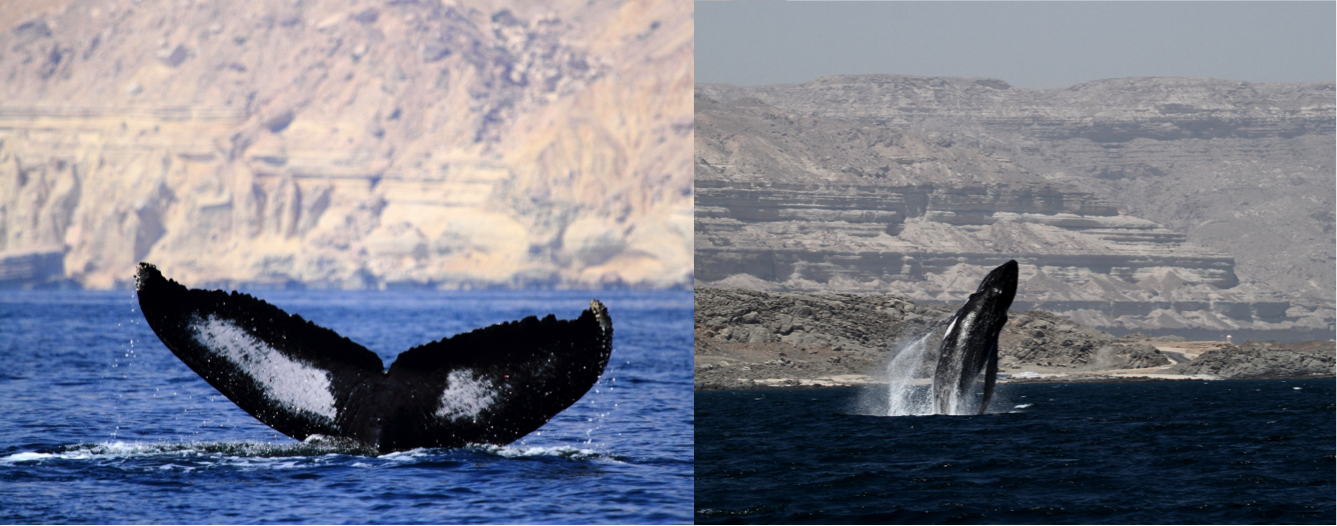
Ballenas jorobadas, en peligro de extinción
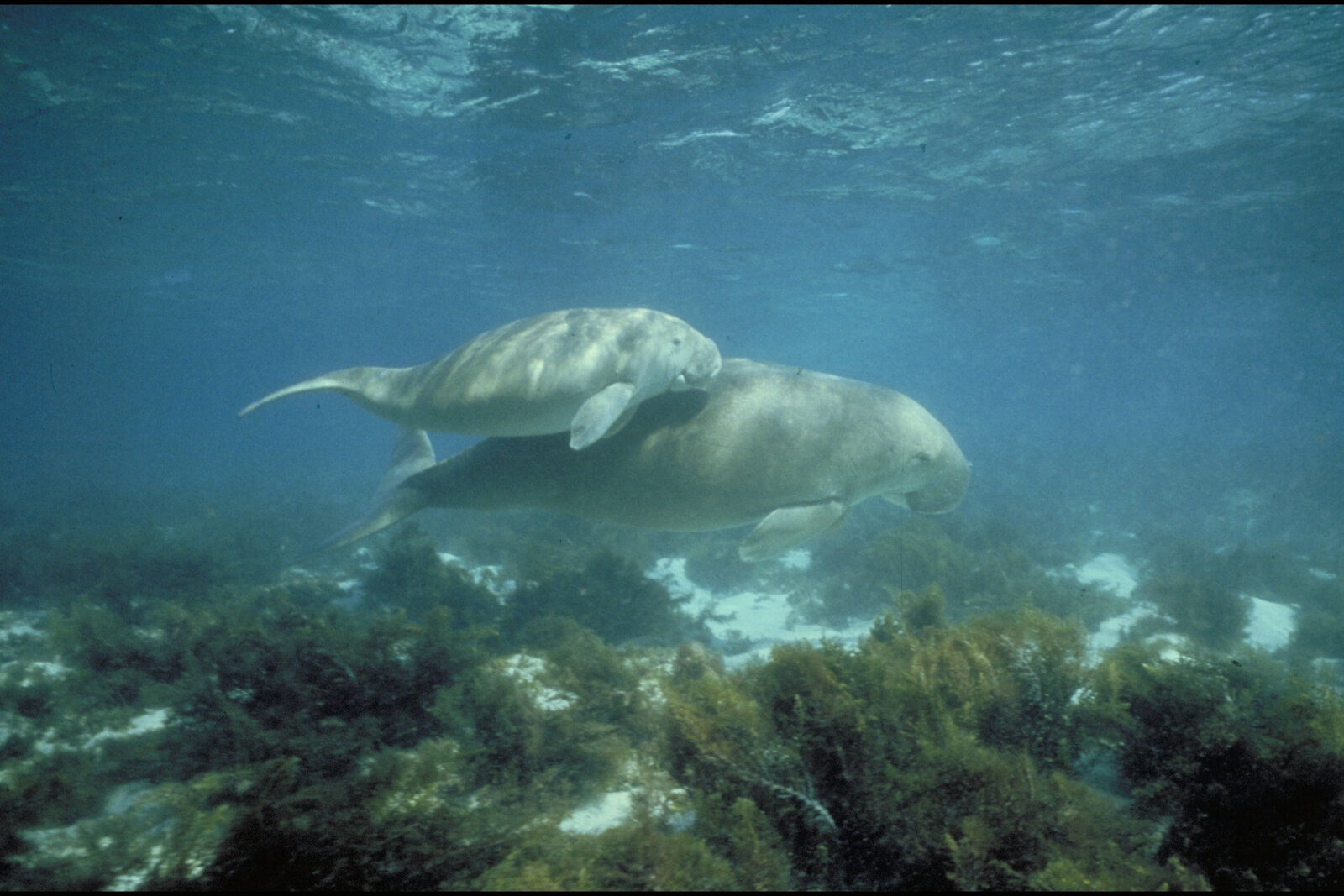
Hembra de dugongo y su cría en aguas poco profundas.
Costa de Makran
Mar de Makran. Costa de Makoran en Irán
Costa de Makran
Irán

## Historia
El Mar Arábigo, tiene una rica historia entrelazada con las civilizaciones, rutas comerciales y actividades marítimas de la región. 
El comercio marítimo antiguo, comprendió las actividades de la civilización del Valle del Indo (ubicada en la actual Pakistán y el noroeste de la India), que se remonta a aproximadamente 3300-1300 a. C., y tenía extensas conexiones comerciales marítimas a través del Mar Arábigo. Puertos como Lothal en Guyarat sirvieron como centros para el comercio con la Mesopotamia y el antiguo Egipto. También las civilizaciones antiguas del Mediterráneo, incluidos los fenicios y los griegos, exploraron y establecieron vínculos comerciales con la península arábiga y el subcontinente indio a través del Mar Arábigo. Comerciaban especias, textiles y metales preciosos, contribuyendo a la prosperidad de la región.
Con la expansión del Islam en el siglo VII d. C., el comercio marítimo floreció aún más en el Mar Arábigo. Puertos a lo largo de la península arábiga, como Adén y Mascate, se convirtieron en nodos cruciales en la red comercial que conectaba África, el Medio Oriente y el subcontinente indio. Los comerciantes islámicos jugaron un papel significativo en este comercio, fomentando intercambios culturales y económicos.
En la era de la exploración europea y el colonialismo, navegó por sus aguas marinos portugueses. A finales del siglo XV, el explorador portugués Vasco da Gama navegó con éxito alrededor del cabo de Buena Esperanza y llegó al subcontinente indio a través del Mar Arábigo en 1498. Esto abrió rutas marítimas directas entre Europa y Asia, alterando significativamente las dinámicas comerciales globales. Asimismo durante los siglos XVII y XVIII, la Compañía Británica de las Indias Orientales estableció su presencia en India y dominó las rutas comerciales a través del Mar Arábigo. Puertos como Bombay (Mumbai) y Karachi se convirtieron en importantes centros coloniales, facilitando el comercio de algodón, especias y otros productos.
Después de la Segunda Guerra Mundial y la posterior independencia de India y Pakistán en 1947, el Mar Arábigo siguió siendo de gran importancia estratégica. La seguridad marítima y el comercio continuaron siendo cruciales, con puertos como Dubái emergiendo como importantes centros globales para el comercio y la navegación.

## Rutas comerciales

Nombres, rutas y ubicaciones del Periplus del mar Erythraean.

El mar Arábigo ha sido una importante marina ruta comercial desde la época de los veleros costeros, posiblemente desde el tercer milenio a. C., sin duda desde finales del segundo milenio a. C. hasta los últimos tiempos conocidos como la Era de la Vela. En la época de Julio César, varias rutas comerciales combinadas tierra-mar bien establecidas dependían del transporte por agua a través del mar alrededor de los accidentados accidentes geográficos interiores situados al norte.
Estas rutas solían comenzar en el Lejano Oriente o descendían río abajo desde Madhya Pradesh, India, con transbordo a través de la histórica Bharuch (Bharakuccha), atravesaban la inhóspita costa del actual Irán y luego se dividían en torno a Hadhramaut, Yemen, en dos corrientes hacia el norte, hacia el golfo de Adén y de ahí hacia el Levante, o hacia el sur, hacia Alejandría a través de puertos del mar Rojo como Axum. Cada una de las rutas principales implicaba el transbordo a caravana de animales de carga, el viaje por tierras desérticas y el riesgo de bandidos y peajes extorsionadores por parte de los potentados locales.
Esta ruta costera meridional que atravesaba el áspero país del sur de la península arábiga era importante, y los faraones egipcios construyeron varios canales poco profundos para dar servicio al comercio, uno más o menos a lo largo de la ruta del actual canal de Suez, y otro desde el mar Rojo hasta el río Nilo, ambas obras poco profundas que fueron engullidas por enormes tormentas de arena en la antigüedad. Más tarde surgió el reino de Axum en Etiopía para gobernar un imperio mercantil enraizado en el comercio con Europa a través de Alejandría.

### Puertos principales
El puerto Jawaharlal Nehru de Bombay es el mayor puerto del Mar Arábigo y el mayor puerto de contenedores de la India.
Los principales puertos indios del mar Arábigo son Puerto de Mundra, Puerto de Kandla, Nava Sheva, Puerto de Kochi, Puerto de Bombay y Mormugão.

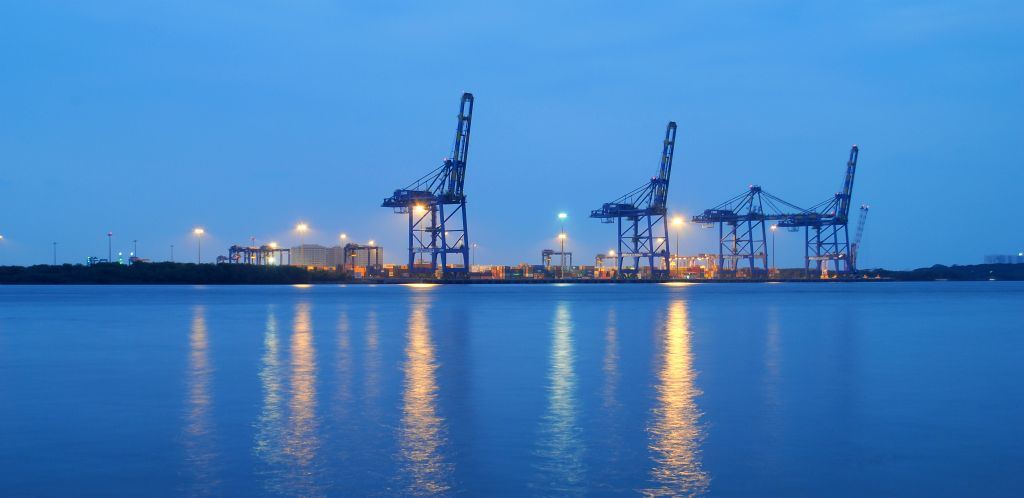
El puerto de Kochi, situado en la costa suroeste de la India, es el más cercano a las rutas marítimas internacionales y uno de los mayores y más activos del Mar Arábigo. Aquí se ve la Terminal internacional de transbordo de contenedores.

El Puerto de Karachi, el mayor y más activo puerto marítimo de Pakistán, se encuentra en la costa del mar. Está situado entre las localidades de Karachi de Kiamari y Saddar.
El puerto de Gwadar de Pakistán es un puerto de aguas cálidas y profundas situado en Gwadar, en Balochistán, en el vértice del mar Arábigo y a la entrada del golfo Pérsico, a unos 460 km al oeste de Karachi y aproximadamente 75 km (46,6 mi) al este de la frontera de Pakistán con Irán. El puerto está situado en la bahía oriental de una península natural en forma de cabeza de martillo que se adentra en el mar Arábigo desde la costa.
El Puerto de Salalah en Salalah, Omán, es también un puerto importante en la zona. La Fuerza Internacional de Operaciones utiliza a menudo el puerto como base. Un número significativo de buques de guerra de todas las naciones entran y salen del puerto, lo que lo convierte en una burbuja muy segura. El puerto manipuló algo menos de 3,5 millones de teu en 2009.